# Vittore Bocchetta

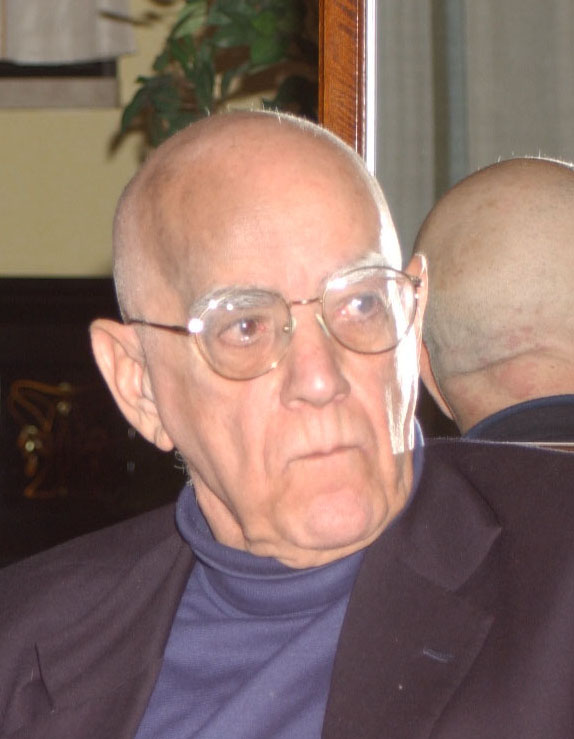
Vittore Bocchetta (2002)

Vittore Bocchetta (* 15. November 1918 in Sassari, Sardinien; † 18. Februar 2021 in Verona) war ein italienischer Bildhauer, Maler und Literaturwissenschaftler. Bocchetta war ein Mitglied der Resistenza während des Zweiten Weltkriegs.

## Biographie
Vittore Bocchetta wurde als Sohn eines Militäringenieurs geboren. Nach seiner Kindheit in Sardinien zog er mit seiner Familie zuerst nach Bologna und dann nach Verona. Obwohl er einer Künstlerfamilie angehörte, erlaubten ihm seine Eltern nicht zu malen oder zu zeichnen, da sie fürchteten, er könnte von seiner Ausbildung abgelenkt werden. Nach dem frühen Tod des Vaters im Jahr 1935 ging er mit seiner Familie zurück nach Sardinien. 1938 machte er in Cagliari sein Abitur. Danach kehrte er nach Verona zurück und studierte an der Universität Florenz Geisteswissenschaften und Philosophie, wo er 1944 seinen Abschluss machte. Er verdiente sich seinen Lebensunterhalt als Privatlehrer und Dozent für Geisteswissenschaften am Ginnasio Maffei (1939) und am Istituto alle Stimate (1942) in Verona.

### Italienischer Widerstand (1940–1945)
Aufgrund seines Engagements für politische Freiheiten wurde er 1941 den italienischen Behörden gemeldet. Bald darauf war er in antifaschistische Untergrundaktivitäten verwickelt. Am 9. September 1943, einen Tag nach der Besetzung von Verona durch die Wehrmacht, trug er zur Befreiung von einigen Hundert italienischen Soldaten aus der Carlo-Montanari-Kaserne bei, wo sie von den deutschen Besatzern gefangen gehalten worden waren. Im November 1943 kam er zum ersten Mal ins Gefängnis, zusammen mit seiner Gruppe antifaschistischer Kameraden.
Nach seiner Freilassung im Februar 1944 wurde er unabhängiges Mitglied der örtlichen Einheit des Nationalen Befreiungskomitees. Während dieser Zeit machte er im Mai 1944 in Florenz seinen Universitätsabschluss. Im Juli 1944 wurde er wieder von der faschistischen italienischen Polizei verhaftet. Nach zwei Wochen Verhör und Folter wurde er dem SD übergeben, dem Nachrichtendienst der SS, und wiederum gefoltert. Nach einem kurzen Aufenthalt im Durchgangslager Bozen wurde er am 4. September 1944 ins KZ Flossenbürg deportiert, wo er unter der Nummer 21.631 registriert wurde.
Am 30. September 1944 wurde er zur Zwangsarbeit für das KZ-Außenlager Hersbruck eingeteilt, wo er sich am Bau des Tunnelsystems Doggerwerk im nahegelegenen Berg Houbirg bei Happurg beteiligen musste. Innerhalb weniger Monate wurde er Zeuge, wie mehrere seiner Kameraden aus Verona starben. Dank einer Reihe von glücklichen Umständen und seines relativ jungen Alters schaffte er es, zu überleben.
Als sich Anfang April 1945 die US-amerikanischen und britischen Streitkräfte näherten, wurde das Hersbrucker Lager von den Deutschen „evakuiert“ und die Überlebenden mussten sich in sogenannten Todesmärschen Richtung Südbayern begeben. Während eines Aufenthaltes in der Nähe von Schmidmühlen gelang ihm zusammen mit einem deportierten Franzosen die Flucht. Vor dem Zaun von Stalag 383, einem Lager für alliierte Kriegsgefangene in Hohenfels, fiel er – von den deutschen Bewachern zu diesem Zeitpunkt unbeachtet – bewusstlos zu Boden. Eine Gruppe von alliierten Gefangenen kümmerte sich um ihn und gab ihm zu essen, so dass er sich langsam erholte. Von den Amerikanern im Mai 1945 befreit, kehrte er nach einem Aufenthalt in Regensburg im Juni 1945 nach Italien zurück.

### Die Nachkriegszeit (1945–1948)
Als er nach dem Krieg nach Italien zurückkehrte, kam er mit der Parteipolitik in Konflikt, die seine Entscheidung, unabhängig zu bleiben, kritisierte. Er hatte Schwierigkeiten, eine Anstellung zu finden, aber 1947 wurde er von der italienischen Regierung für die meisterhafte musikalische Adaption des mittelalterlichen Gedichtes La passione di Cristo – das erste Werk, das in der Moderne im Teatro Romano di Verona aufgeführt wurde – geehrt. Er kam jedoch bald zu der Ansicht, dass in Italien dieselben Faschisten in anderer Kleidung an der Macht seien und verließ Italien im Januar 1949.

### In Argentinien und Venezuela (1949–1958)
Er emigrierte nach Argentinien und arbeitete dort als Korrespondent für die Veroneser Zeitung L’Arena. In Buenos Aires bewarb er sich um einen Lehrauftrag an der dortigen Universität, aber seine Referenzen wurden nicht anerkannt. Er war gezwungen, eine Arbeit in einer Keramikfabrik anzunehmen, wo er sein bildhauerisches Talent entdeckte. Seine Skulpturen wurden das erste Mal 1952 in Quilmes ausgestellt. Er wurde für das Werk Mutter Erde ausgezeichnet, ein Projekt für ein Monument, das tatsächlich erst zwanzig Jahre später in Chicago entwickelt wurde. Seine Keramikminiaturen wurden als Sammlerstücke bei Harrods in Buenos Aires ausgestellt und verkauft. Das instabile politische Klima, verursacht durch das Perón-Regime, zwang ihn, seine eigene Keramikfabrik, die er in Buenos Aires gekauft hatte, zu schließen. Er verließ Argentinien 1954.
Er ging nach Caracas, Venezuela, wo er seinen Lebensunterhalt als Lateinlehrer, mit Wandmalereien und dem Erstellen von Skizzen und Entwürfen sowie mit Projekten verdiente, die als Elemente des Paseo de los Illustres, eines Gedenkparks in Caracas, realisiert wurden. Das politische und soziale Klima war jedoch unter der Diktatur von Pérez Jiménez auch in Venezuela nicht günstig. Während eines USA-Aufenthaltes hörte er vom Putsch in Venezuela im Januar 1958 und beschloss, nicht nach Caracas zurückzukehren, wo er alle seine Werke ließ.

### In Chicago (1958–1986)
In den Vereinigten Staaten, mittellos und ohne Englischkenntnisse, war er gezwungen, seinen Lebensunterhalt mit dem Zeichnen von Werbewänden zu verdienen. Er hasste diese Arbeit und signierte sie nie. Nach einiger Zeit wurde er Spanischlehrer am Saint Xavier College in Chicago und später Lektor für italienische Sprache an der Universität von Chicago, wo er sein zweites Doktorat in Romanischen Sprachen und Literatur im Jahr 1967 erhielt. Anschließend arbeitete er als Spanischlehrer an der Universität von Indiana. Zuletzt war er Professor für Vergleichende Literatur an der Roosevelt University und Assistenzprofessor für Spanische Literatur an der Loyola Universität in Chicago.
Zwischen 1963 und 1967 war er Autor oder Koautor für Lexika Italienisch-Englisch sowie Latein-Englisch. Das Italienisch-Englisch Lexikon wurde in verschiedenen Ausgaben und Neuauflagen bis 1985 veröffentlicht.
Er war auch wieder beteiligt an der Produktion kommerzieller Statuen, aber schließlich beschäftigte er sich mit größeren Skulpturen, wie z. B. Daedalus (1964), das er als sein erstes wirkliches Kunstwerk betrachtete. Er benutzte verschiedene Materialien wie Bronze, Edelstahl, Alabaster und Marmor. Er goss seine eigenen Bronzen und schließlich entwickelte er eine dünne Schicht Bronze, die einen Plastikkern umhüllte.
1966 unterrichtete er italienische Konversation mit seiner 13-wöchigen Fernsehserie When in Rome, die von WTTW ausgestrahlt wurde.
Zwischen 1969 und 1973 wurde seine Arbeit in acht Einmann-Shows in Detroit, New York und insbesondere im John Hancock Center in Chicago, das zu dieser Zeit gerade eröffnet worden war, ausgestellt.
1975, im Anschluss an eine Ausstellung im Public Library Cultural Center in Chicago, wurde eine Auswahl seiner Werke bei einer Auktion in der Aula der American Dental Association in Chicago zugunsten der American Cancer Society versteigert.
Zwischen 1970 und 1976 veröffentlichte er mit Editorial Gredos aus Madrid zwei Schulbücher über Latein und die Blütezeit spanischer Literatur sowie eines über die westliche Philosophie des 20. Jahrhunderts. Sein Buch Horacio en Villegas y en Fray Luis de León brachte ihm 1972 eine ad-honorem-Mitgliedschaft bei der Ovidium-Gesellschaft an der Universität Bukarest ein.
Einige seiner Skulpturen finden sich unter den öffentlichen Denkmälern in Chicago, wie z. B. Mother Earth im Innenhof des Chicago Public Library Cultural Center, The Egg Man und Man in the Sand in der East Chestnut Street 201.

### Rückkehr nach Italien
Zwischen 1986 und 1989 verbrachte er einige Monate im Jahr in Verona, wo er an literarischen und künstlerischen Projekten arbeitete im Hinblick darauf, „an seinen Memoiren zu feilen und sie zu verteidigen“. Das erste Werk dieser Periode ist Cypress, ein über sieben Meter hoher Obelisk aus Edelstahl. Es ist ein Mahnmal im Gedenken an die sechs jungen Helden, die am 17. Juli 1944 das Gefängnis von Verona angriffen und einen wichtigen antifaschistischen Führer befreiten. Die Skulptur wurde am 25. April 1988 während der offiziellen Gedenkfeier anlässlich der Befreiung Italiens von den Faschisten eingeweiht, genau auf dem Grund, wo einst das Gefängnis gestanden hatte. Im folgenden Jahr (1989) wurde das Denkmal an Pater Chiot, dem Gefängniskaplan, während der offiziellen Feierlichkeiten zum 25. April genau gegenüber enthüllt.
1989 ließ er sich dauerhaft in Verona nieder und veröffentlichte die erste Ausgabe seiner Autobiographie für den Zeitraum 1940 bis 1945, die er in der Folge einige Male überarbeitete und korrigierte, wenn neue Dokumente entdeckt wurden. Er veröffentlichte die englische Übersetzung 1991 und die deutsche Übersetzung 2003. Das Buch stellt auch die Handlung des Dokumentarfilms Spiriti liberi, 1941–1945, Ribelli a Verona dar, der von der Stadt Verona produziert wurde, und von Wider das Vergessen (Do not Forget), inszeniert von Claus Dobberke und uraufgeführt am 27. Januar 2007, dem Internationalen Holocaust-Gedenktag, im Filmmuseum Potsdam.
Er machte es sich zur Aufgabe, das Gedenken an den Widerstand gegen den Faschismus mit Reden, Begegnungen in Schulen, Artikeln in Zeitungen und Magazinen zu verteidigen. 1995 veröffentlichte er ein Essay über die Verwicklung der chemischen und pharmazeutischen Industrie in NS-Deutschland und dass diese bei den Nürnberger Prozessen 1947–1948 weitgehend straffrei blieb.
Seit 2001 reiste er wiederholt nach Deutschland, wo eine Gruppe von Intellektuellen die Vereinigung Freundeskreis Vittore Bocchetta – Non Dimenticare gründete, die seine Teilnahme bei verschiedenen Aktionen als Zeuge und Opfer der NS-Zeit unterstützten. Zwischen 2003 und 2006 wurden seine Skulpturen und Gemälde in verschiedenen deutschen Städten auf einer Wanderausstellung gezeigt. Am 8. Mai 2007 nahm er an der Enthüllung seiner Skulptur Ohne Namen (Without Name) auf dem Gelände des ehemaligen Konzentrationslagers in Hersbruck teil, von wo er 1945 wie durch ein Wunder hatte fliehen können.

## Ausstellungen
- Quilmes (Buenos Aires), Argentinien, Consejo Municipal, 1952.
- Caracas (Distrito Federal), Venezuela, Paseo de los Illustres, 1956.
- Detroit (Michigan), USA, Detroit Bank & Trust Company, 1969.
- Chicago (Illinois), USA, Upper Avenue National Bank, John Hancock Center, 1970.
- Chicago (Illinois), USA, J. Walter Thompson Company, John Hancock Center, 1970.
- Chicago (Illinois), USA, Aetna Bank, 1970.
- Chicago (Illinois), USA, John Hancock Center, 1971;1973.
- Chicago (Illinois), USA, Siegel Galleries, 1971–1977.
- New York (New York), USA, Lynn Kottler Galleries, 1973.
- Chicago (Illinois), USA, Merrill Chase Galleries, 1974–1978; 1983; 1984.
- Chicago (Illinois), USA, Chicago Public Library Cultural Center, 1975.
- Verona, Italien, Palazzo della Ragione, 1991.
- Verona, Italien, Officina d’arte, corso Porta Borsari 17, 1995.
- Caprino Veronese (Verona), Italien, Villa Carlotti, 1995.
- Verona, Italien, Art Gallery Leonardo, 1996.
- Detmold (Nordrhein-Westfalen), Deutschland, Lippische Landesbibliothek, 2003.
- Wolfsburg (Niedersachsen), Deutschland, Centro Italiano, 2004.
- Potsdam (Brandenburg), Deutschland, Altes Rathaus, 2004.
- Lüdenscheid (Nordrhein-Westfalen), Deutschland, Sparkasse, 2005.
- Kassel (Hessen), Deutschland, Justizzentrum, 2005.
- Weimar (Thüringen), Deutschland, Literaturhaus, 2006.
- Nürnberg (Bayern), Deutschland, Dokumentationszentrum, 2011.
- Hersbruck (Bayern), Finanzamt (Gelände d. ehem. KZ-Lagers), 2012, „Rückkehr“.
- Regensburg (Bayern), Stadtbibliothek, 2013

## Öffentliche Denkmäler

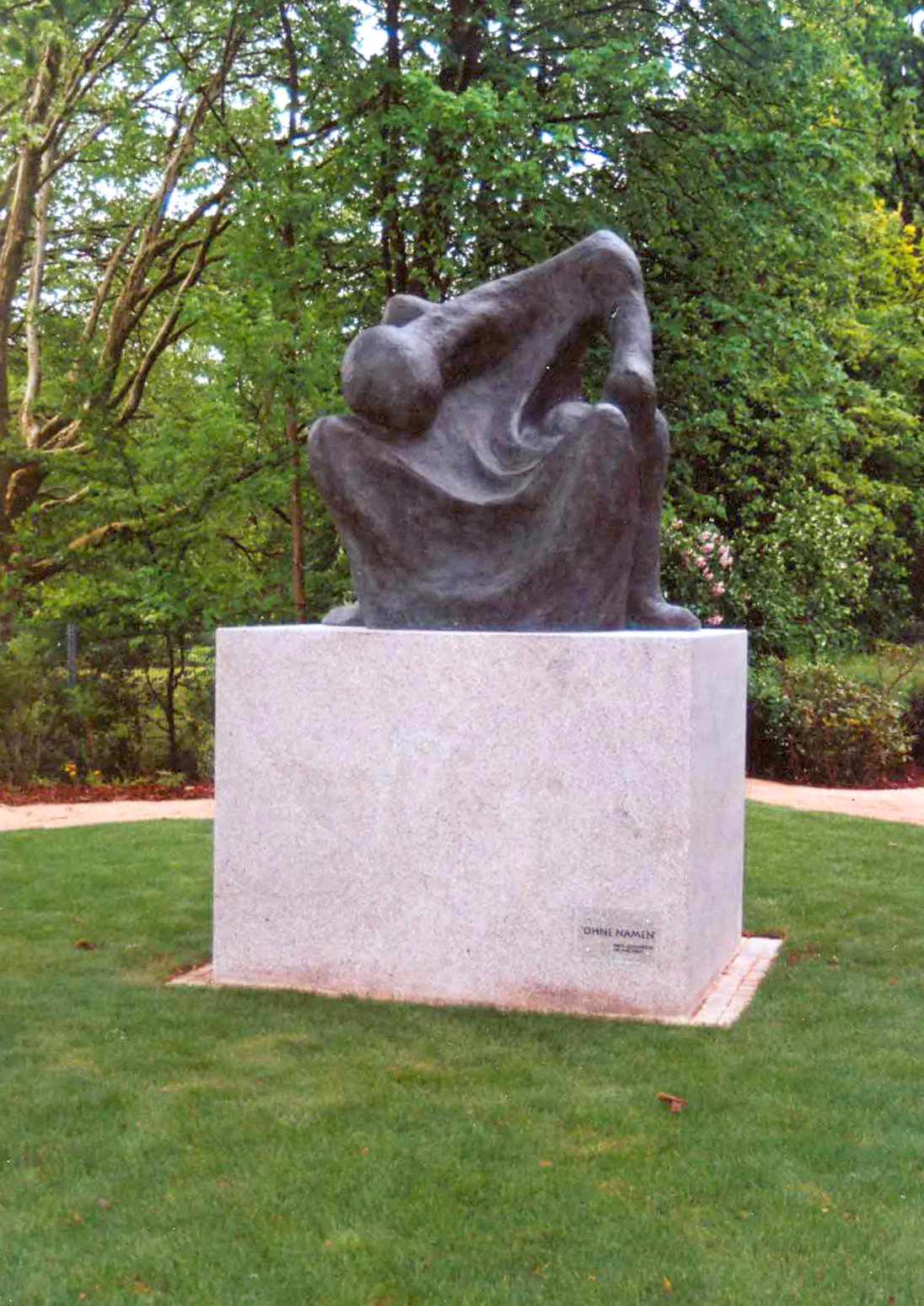
Vittore Bocchetta „Ohne Namen“ in Hersbruck

- Narcissus und Black Hole, Chicago Public Library Cultural Center, Chicago, 1965.
- Painter und Potter, Ortho-Tain Inc., Bayamon, Puerto Rico, 1966.
- The Egg Man und Man in the Sand, 201 East Chestnut Street, Chicago, 1968.
- Mother Earth, Chicago Public Library Cultural Center, Chicago, 1971.
- Expansion, Household International Inc., Prospect Heights, Illinois, 1983.
- Cipresso, Kirche Chiesa degli Scalzi, Verona, Italien, 1988.
- Don Chiot, in largo Don Chiot, Verona, Italien, 1989.
- Omaggio a Pertini, in der Nähe der Villa Carlotti, Caprino Veronese, Verona, Italien, 1995.
- Ohne Namen, auf dem Gelände des ehemaligen Konzentrationslagers Hersbruck, Deutschland, 2007.

## Publikationen
- New Century Vest-Pocket Italian Dictionary, Piscataway, NJ: New Century Publishers. 1963.
- Follett World-Wide Italian Dictionary, Chicago-New York: Follett Publishing. 1965.
- Follett World-Wide Latin Dictionary, Chicago: Follett Publishing. 1967.
- Horacio en Villegas y en Fray Luis de León. Madrid: Editorial Gredos. 1970.
- Circunstancialismo del siglo XX, Madrid: Editorial Gredos. 1972.
- Sannazaro en Garcilaso. Editorial Gredos. 1976. ISBN 84-249-3479-2.
- Spettri scalzi della Bra. Verona-Flossenburg, anni 40 … 45 … Verona: Bertani Editore. 1989.
- Sinister. New York: Vantage Press. 1990. ISBN 0-533-08499-7.
- Eye of the Eagle. New York: Vantage Press. 1991. ISBN 0-533-08687-6.
- 1940–1945 Quinquennio Infame. Melegnano (Mailand). 1995. ISBN 88-86039-44-1.
- Aspirina per Hitler (Impunità de I.G. Farben). Melegnano (Mailand): Montedit. 1995. ISBN 88-86039-35-2.
- Norimberga 1946. Processo ai medici assassini. Verona. 2000.
- Vittore Bocchetta: Jene fünf verdammten Jahre. Aus Verona in die Konzentrationslager Flossenbürg und Hersbruck. Verlag Hans Jacobs, Lage 2002, ISBN 3-89918-118-2.
- Bilder und Skulpturen. Zur Ausstellung der Kunstwerke Vittore Bocchettas. Lage (Deutschland): Verlag Hans Jacobs. 2003. ISBN 3-89918-120-4.

## Dokumentarfilme
- KZ Hersbruck – und das Doggerwerk, inszeniert von Gerhard Faul (2000)
- Speciale Deportazione, inszeniert von Antonello Lai – Tele Costa Smeralda (2000)
- Testimonianze dai Lager, inszeniert von Eraldo Mangano – Rai Educational (2002)
- Spiriti liberi, 1941–1945, Ribelli a Verona, inszeniert von Stefano Paiusco – Comune di Verona (2004)
- Non dimenticare (Wider das Vergessen), inszeniert von Claus Dobberke und Stefan Mehlhorn (2007)